# Hassan I van Marokko
Hassan I (1836 – 7 juni 1894) was de sultan van Marokko van 1873 tot 1894. Hij was de zoon van prins Abbas en volgde zijn oom Mohammed IV op.

## Biografie
Hassan I stamt af van de Alaoui-dynastie. Hij wordt gezien als een van de succesvolste sultans van Marokko. Hij bewerkstelligde dat de macht van de Makhzen, het etablissement rond de sultan, toenam in een tijd dat Afrika ten prooi viel aan Europese kolonisten. Hij bracht militaire en bestuurlijke hervormingen aan om de heerschappij van het zittende regime op haar eigen grondgebied te versterken.
Hassan I werd tot sultan van Marokko uitgeroepen na de dood van zijn oom Mohammed IV in 1873. Zijn eerste opdracht was om de stedelijke opstand in Fez neer te slaan. Vooral bekend is de reis die Hassan I in 1893 ondernam. Hij vertrok op 29 juni 1893 vanuit Fez naar Marrakech, die door de Tafilalt, de zandduinen van Erg Chebbi, de vallei van de Dades met de majestueuze kloven van de Todra, Ouarzazate, de kasba van Aït-Ben-Haddou, de hoge passage van Telouet, de Tizi-n-Tickha bergpas in de Hoge Atlas en de regio Guelmim-Es Semare voerde. De reis van de sultan duurde zes maanden en voerde langs verschillende regio's in het land. Hiermee bewerkstelligde hij de pacificering en hereniging van verschillende stammen. Het krupp kanon dat Hassan I schonk aan de qaid van Telouet is nog steeds te zien in het centrum van Ouarzazate. In 1881 stichtte Hassan I de stad Tiznit. 
Hassan I stierf op 7 juni 1894 in Marrakech. Hij ligt begraven in Rabat. In een korte periode werd hij opgevolgd door zijn zoons Abdelaziz, Abdelhafid en Joesoef. Marokko kreeg pas een solide regime toen de kleinzoon van Hassan I (Mohammed V) in 1927 de macht kreeg onder protectoraat van Frankrijk en Spanje.

## Afbeeldingen

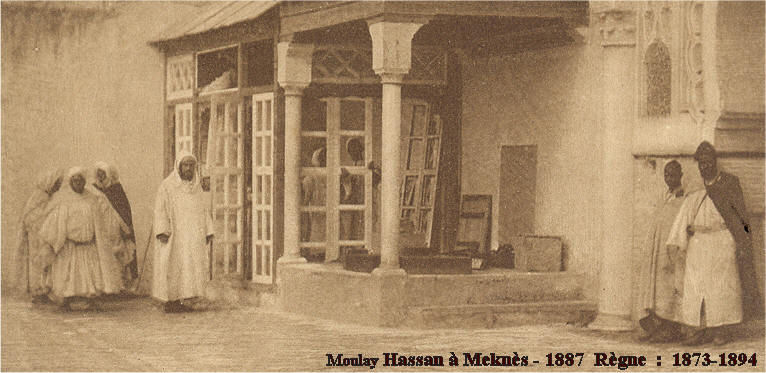
Hassan I in Meknes - 1887
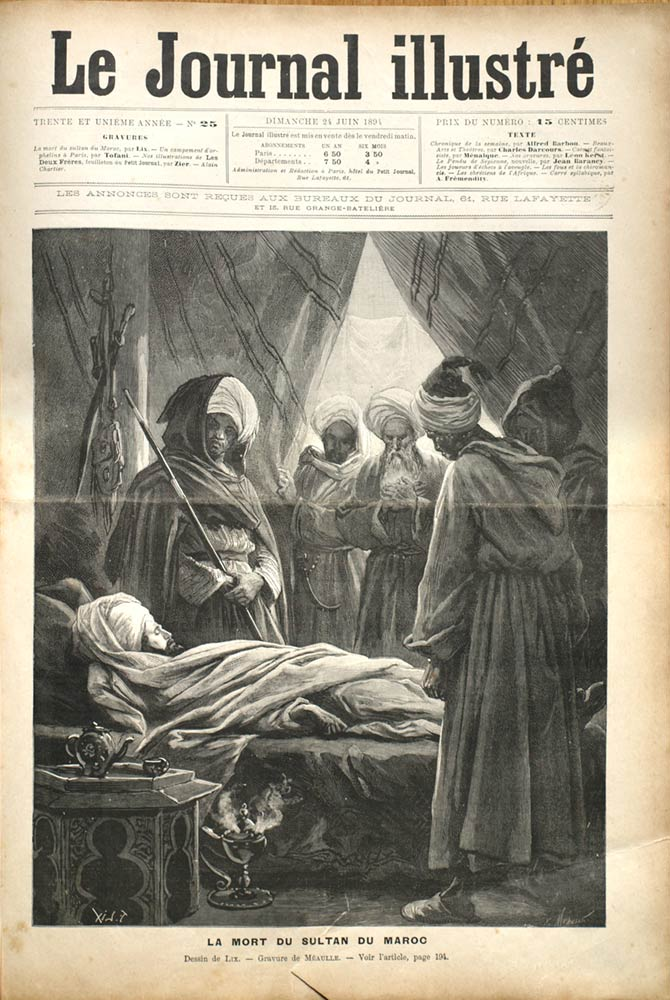
Overlijden van Hassan I